# Xavier Gil
Francesc Xavier Gil Sánchez (Andorra la Vella, 24 maggio 1982) è un ex calciatore andorrano, di ruolo difensore.

## Carriera

### Club
Dopo aver giocato con l'Andorra, nel 2007 si trasferisce al Santa Coloma, squadra in cui già aveva militato dal 2003 al 2004.

### Nazionale
Conta 3 presenze con la nazionale andorrana.

## Palmarès

### Club
- Primera Divisió: 4

FC Santa Coloma: 2003-2004, 2007-2008, 2009-2010, 2010-2011
- Copa Constitució: 3

FC Santa Coloma: 2003-2004, 2006-2007, 2008-2009
- Supercoppa d'Andorra: 3

FC Santa Coloma: 2003, 2007, 2008